# Liébano Sáenz
Liébano Sáenz Ortiz (Nuevo Casas Grandes, Chihuahua; 22 de julio de 1949) es un abogado, administrador, funcionario público, columnista y analista político mexicano; Licenciado en Derecho por la Universidad Nacional Autónoma de México y estudios de Ciencias Políticas en la Universidad de Texas.

## Biografía
Fue secretario particular del presidente de México, Ernesto Zedillo durante todo su mandato, cargo que había también desempeñado durante la campaña de este como Candidato del PRI a la Presidencia de la República.
Cuenta con una importante trayectoria en el sector público, en la que destaca haber sido un cercano colaborador de Luis Donaldo Colosio.
Forma parte de un México de transición; Del México convulsionado económicamente en los 80 a la bonanza salinista, la apertura de México hacia el mundo y la primera derrota del PRI en una elección presidencial.
Previo a su arribo a Los Pinos, Liébano Sáenz pasó uno de los tragos más amargos de su vida al anunciar públicamente la muerte de su gran amigo y entonces candidato a la presidencia por el PRI, Luis Donaldo Colosio.

## Filosofía política
Entre sus filosofías afirma que el desafío inmediato de la política es mejorar la política que no es lo mismo que mejorar la imagen de los políticos.
Su paso por la Secretaría Particular de la Presidencia de México, le permitió a Sáenz participar y coordinar importantes trabajos de gabinete y de operación política que auspiciaron importantes reformas.

## Transición
Tuvo importante influencia en el cambio democrático en las elecciones presidenciales del 2000, y en 1997, al perder el PRI por primera vez en la historia del país, la mayoría en la Cámara de Diputados, Sáenz se convirtió en un negociador importante de la Presidencia con las distintas fracciones políticas representadas en el Congreso de la Unión. Anteriormente Liébano Sáenz había sido Oficial Mayor de la Secretaría de Desarrollo Social del gobierno mexicano, cuando el titular de dicha Secretaría era Luis Donaldo Colosio.
Al ser postulado Colosio candidato a la Presidencia de México, designó a Sáenz como Secretario de Información y Propaganda de la Campaña, en la que operó como jefe de prensa.
Ha sido administrador en distintos campos de la empresa privada y pública, destacando su gestión en los campos de la industria minera y del sector Turismo. En estas se desempeñó, primero como director de Administración de Minera de Cananea, director general de Azufrera Panamericana, director técnico de la Comisión de Fomento Minero, director de los proyectos Turísticos de Ixtapa y Cancún, ambos a cargo del gobierno federal mexicano.

## Actividades
Ha publicado artículos y ensayos de temas políticos en diversos medios, y escrito algunos libros especializados, entre otros La Presidencia Moderna, (Editorial. Taurus.
Forma parte de Fundación Unete organismo filantrópico dedicado a proveer material tecnológico a las escuelas públicas en cuyo cargo desempeña el de Vicepresidente del patronato.
Desde 2006 publica una columna sindicada en la cadena Grupo Editorial Milenio. Actualmente es Presidente y CEO de Gabinete de Comunicación Estratégica (GCE) que ha realizado diferentes estudios en el ámbito de preferencias electorales en las cuales se puede mencionar Encuesta Nacional Gobierno, Sociedad y Política, que se realiza año con año.
Ha sido condecorado por varios países por el desempeño de sus funciones dentro del Gobierno Federal.
Desde enero de 2015, también en Grupo Editorial Milenio, publica una columna quincenal, titulada 'Lecturas esenciales' en la que reseña libros de muy diversas temáticas. El objetivo de dichas columnas es acercar a la población mexicana a la literatura.